# 西武秩父駅
西武秩父駅（せいぶちちぶえき）は、埼玉県秩父市野坂町一丁目にある、西武鉄道西武秩父線の駅である。同線の終点。駅番号はSI36。
西武鉄道最西端および最北端の駅である。また、関東地方の大手私鉄の駅としても最西端に位置する。
管区長配置駅であり、「西武秩父駅管区」として武蔵横手駅 - 当駅間の各駅を管理している。

## 概要
駅名に「西武」を含む。地元での通称は「西武駅」。
『JTB時刻表』（JTBパブリッシング）の索引地図では秩父市の代表駅として表記されていない ものの、東京都区部からの列車が発着していることから、観光ガイドなどでは秩父市や秩父地方の玄関口として紹介されることがある。
秩父駅（秩父鉄道秩父本線）とは離れた位置にあり、乗換駅ではないが、近くの秩父本線の御花畑駅で乗り換えが可能であり、改札脇から構内商業施設「西武秩父駅前温泉 祭の湯」の前を通り、秩父本線の踏切を渡ると徒歩5分程度で到着する。秩父鉄道への直通列車も設定されているが（土休日ダイヤのみ）、その本数は少ないため、御花畑駅まで徒歩で乗り換える場合が多い。
一部列車は、当駅から秩父本線三峰口方面に直通運転を行っている。
2017年にリニューアルされた西武秩父駅はグッドデザイン賞を受賞した。

## 歴史

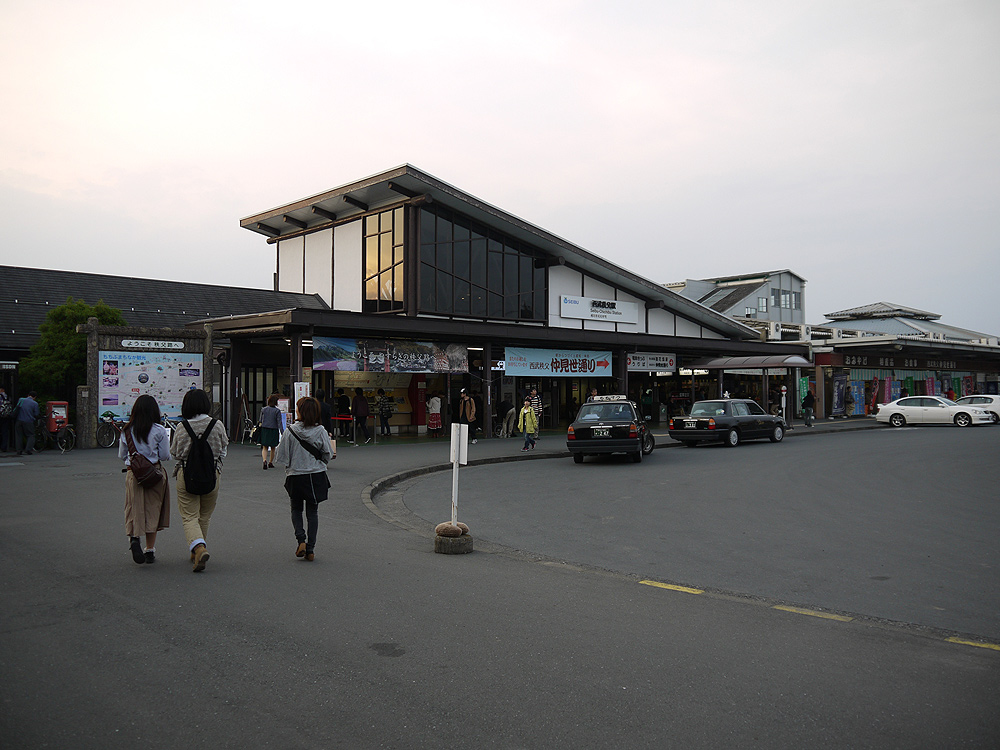
リニューアル前の駅舎（2011年10月）

- 1969年（昭和44年）10月14日 - 埼玉県立秩父農工高等学校（現・埼玉県立秩父農工科学高等学校）跡地に開業。
  - 秩父駅と隣接して駅を建設する構想もあったが、秩父農工高等学校を移転させることにより広大な敷地が確保できることなどから、現在地に駅を設置することになった。また、対都心輸送の競合となるため、秩父鉄道側の強い反対もあったとされる。
- 1989年（平成元年）4月1日 - 秩父鉄道との直通運転開始[3]。構造上、三峰口方面のみの発着となる。長瀞方面は通過。
- 1991年（平成3年） - 直営の商業施設「西武秩父仲見世通り」がオープン。
- 1994年（平成6年） - すべてのホームでブザーに代わり発車メロディ（カンノ製作所製）を導入。
- 2000年（平成12年） - 関東の駅百選に選定[4]。選定理由は「秩父の山と物産が融合したスイス風のユニークなスタイルの駅」[4]。
  - この他旅客サービスの一環として、駅舎は建て替えないまま、エスカレーターとエレベーター導入・車椅子トイレ設置・一般トイレの一部洋式便座への改修・冷暖房完備の待合室（改札内）・ご案内カウンター・券売機売場改修・幕式発車案内表示機新設・ホームの嵩上げ工事・滑り止めの設置などを実施している。なお、発車案内表示機は後にLED式へ交換されている。
- 2016年（平成28年）
  - 5月28日 - 秩父鉄道のSLパレオエクスプレスが初入線し、当駅発三峰口駅行の臨時SL列車が運行される[5]。
  - 5月29日 - 「仲見世通り」の全店が営業終了。一部は8月まで仮店舗で臨時営業を実施した。
  - 11月27日 - すべてのホームで発車メロディを「旅立ちの日に」に変更[6]。
- 2017年（平成29年）
  - 3月 - 駅舎リニューアルが完了[7]。
  - 4月24日 - 複合型温泉施設「西武秩父駅前温泉 祭の湯」オープン[7][8]。

## 駅構造
単式ホーム1面1線と島式ホーム1面2線、計2面3線を有する地上駅。単式ホーム部分が1番ホーム、島式ホーム部分が2・3番ホームである。1番ホームには特急「ちちぶ」が発着する。
1番ホームの東側（配線図では1番ホームの下側）に改札内コンコースがある。改札内コンコースと2・3番ホームは跨線橋で連絡しており、エスカレーターとエレベーターが設置されている。また、改札内コンコースと1番ホームとの間には有人の中間改札口が設置されており、駅員が乗車券・特急券をチェックする。
磁気化券でない秩父鉄道からの乗車券類を所持する乗客は有人通路（お客さまご案内カウンター）で取り扱って利用可能である。また、1994年より自動改札機が設置されており（1999年と2014年に更新）、PASMO・Suicaが利用可能。また、臨時改札口もあり、秩父夜祭の際などに使用される。
トイレは、改札内のほか、商業施設「駅前温泉 祭の湯」にも設置されている。「仲見世通り」時代も設置されていた。

### のりば
| ホーム | 路線               | 行先                 | 備考               |
| ------ | ------------------ | -------------------- | ------------------ |
| 1      | 西武鉄道西武秩父線 | 飯能・所沢・池袋方面 | 特急「ちちぶ」     |
| 2・3   | 西武鉄道西武秩父線 | 飯能・所沢・池袋方面 | 一般列車           |
| 2・3   | ■秩父鉄道秩父本線  | 影森・三峰口方面     | 飯能方面からの直通 |

（出典：西武鉄道:駅構内図）
- 秩父鉄道秩父本線との連絡線が横瀬寄りにあり、直通列車が行き来する。渡り線はダブルスリップになっている。横瀬方面と長瀞方面とを行き来する列車は当駅ホームに入線せず、直接横瀬駅と御花畑駅を結んで運転する。一方、三峰口方面とを行き来する列車は、一度当駅ホームに停車して客扱い・乗務員交替を行ってから方向転換して双方の路線を直通する。このため、長瀞・三峰口の併結列車は、当駅ではなく手前の横瀬駅で分割・併合作業を行う。
- 直通列車の運賃計算にあたっては、当駅と御花畑駅は同一駅として扱われている。例えば、三峰口行列車に当駅から乗車した場合は、御花畑駅から全区間秩父鉄道線に乗車したものとして運賃を計算する。また、秩父鉄道の御花畑駅 - 影森駅間を含む定期券を有する場合、当駅での乗降も可能である。
- 2・3番ホームの有効長は10両編成分あり、定期列車では土曜・休日ダイヤに当駅 - 元町・中華街駅間を走行する座席指定制直通列車「S-TRAIN」が西武40000系電車を使用して1往復運転され[9]、こちらのホームに発着する。それ以外の列車は、2・3番ホームに最大8両編成まで発着する。2013年5月1日の深夜から2日の未明にかけて、東急5050系4102編成（10両編成）が試運転として当駅に入線した[10]。
- 1番ホームと2番ホームの間に留置線が2本あった。最近では定期列車では使用されず、年間を通じても毎年12月3日の秩父夜祭の臨時ダイヤの際に入線する程度で、2016年頃からは全く使用された形跡がなかった。2017年11月頃から電留線の本線合流側の4両分程度が撤去され、跡地を活用して1番線の線路の線形が若干変更され、特急ホームの有効長は001系「Laview」の運転開始に備えて8両編成分まで延伸された。なお、夜間停泊等の留置はすべて横瀬駅まで回送されている。

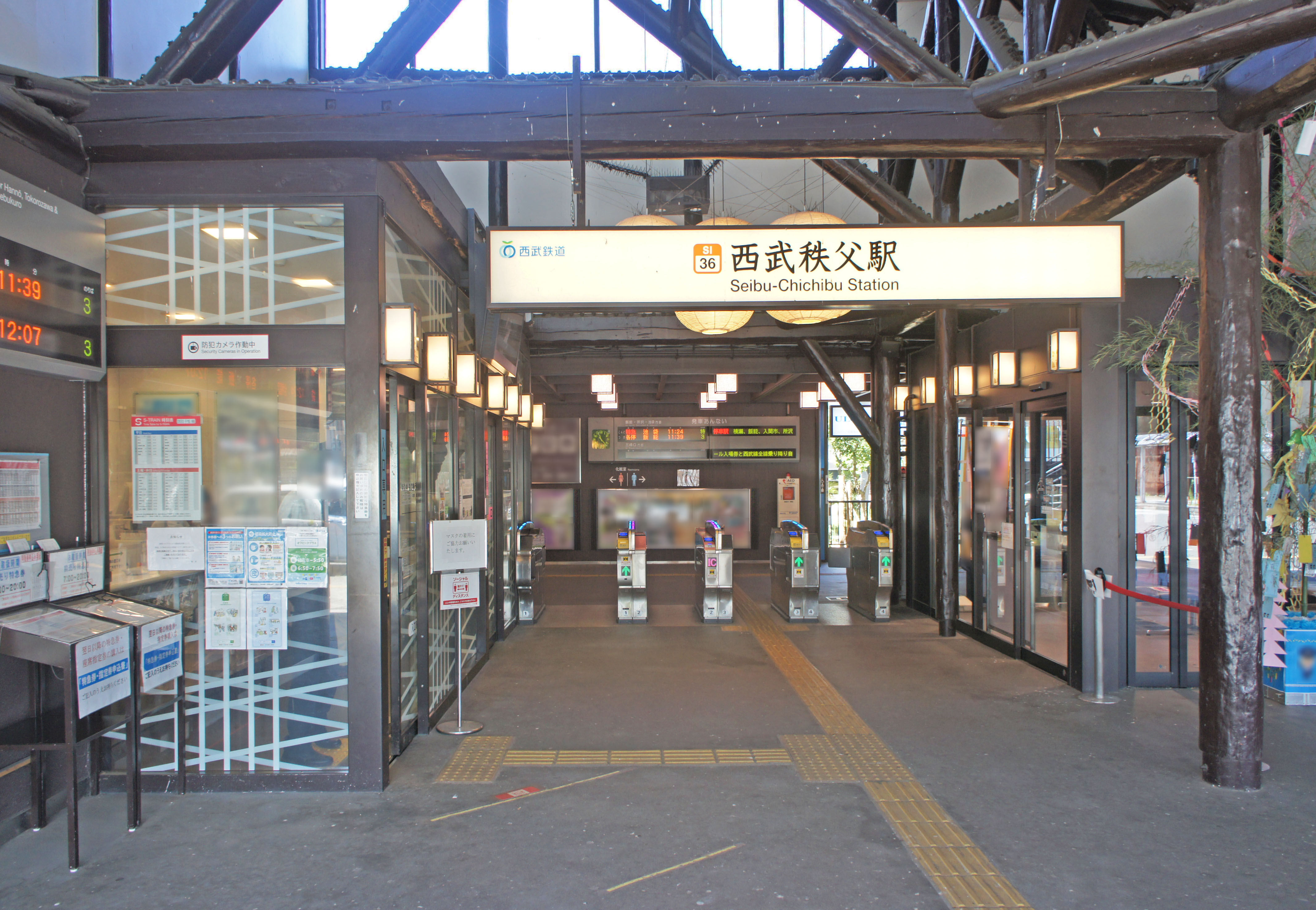
改札口（2022年7月）
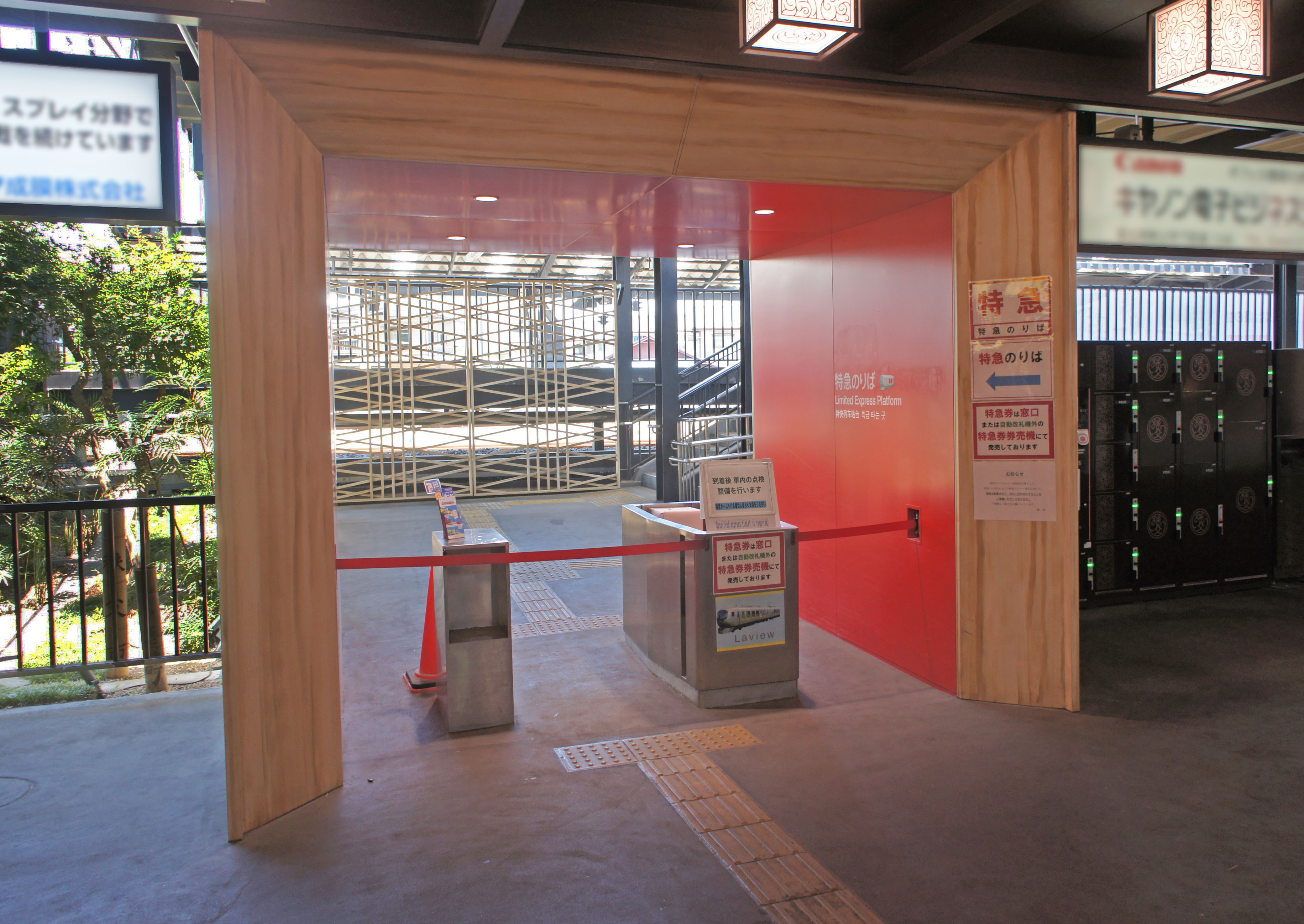
中間改札口（2022年7月）
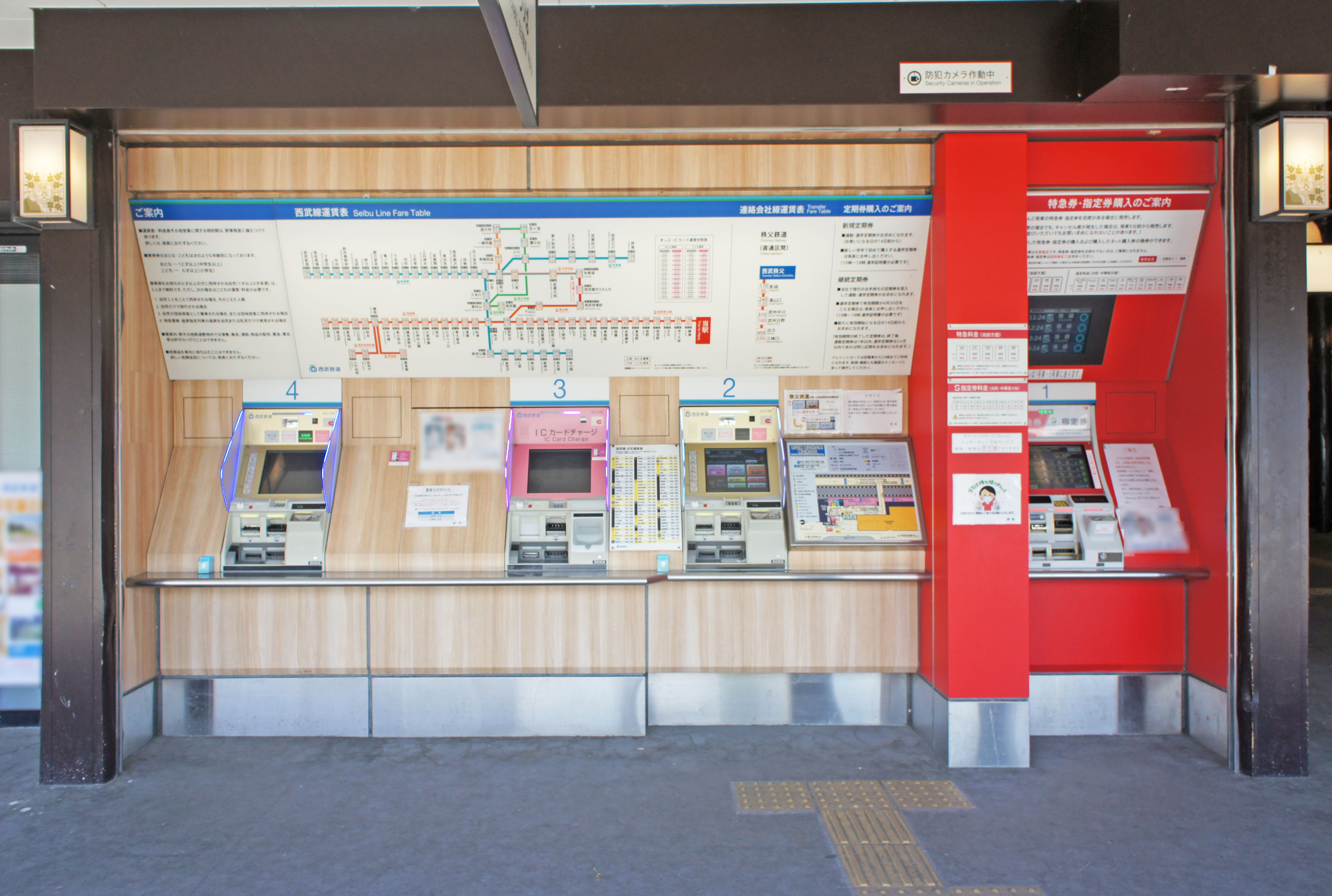
自動券売機（2022年7月）
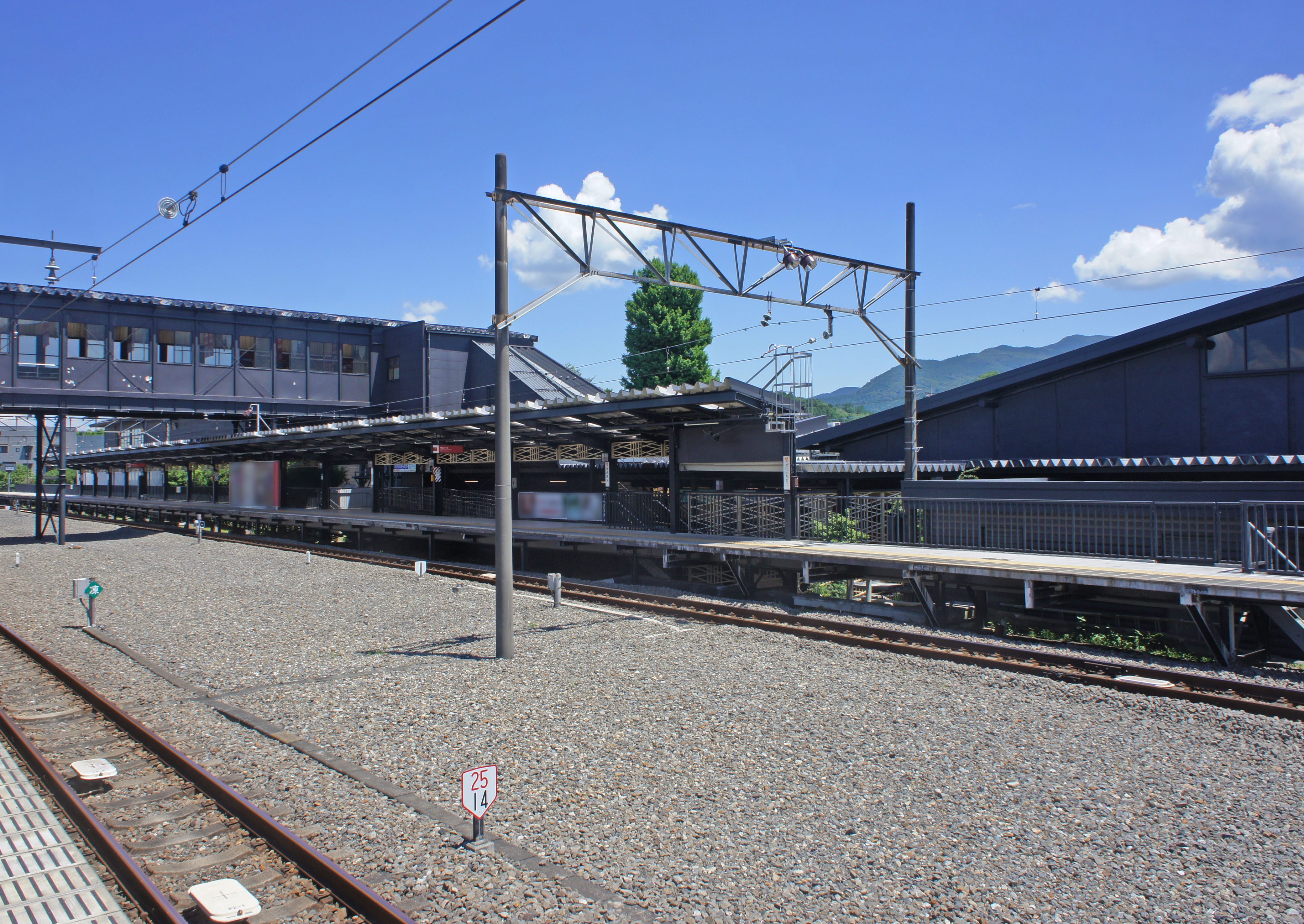
1番ホーム（2022年7月）
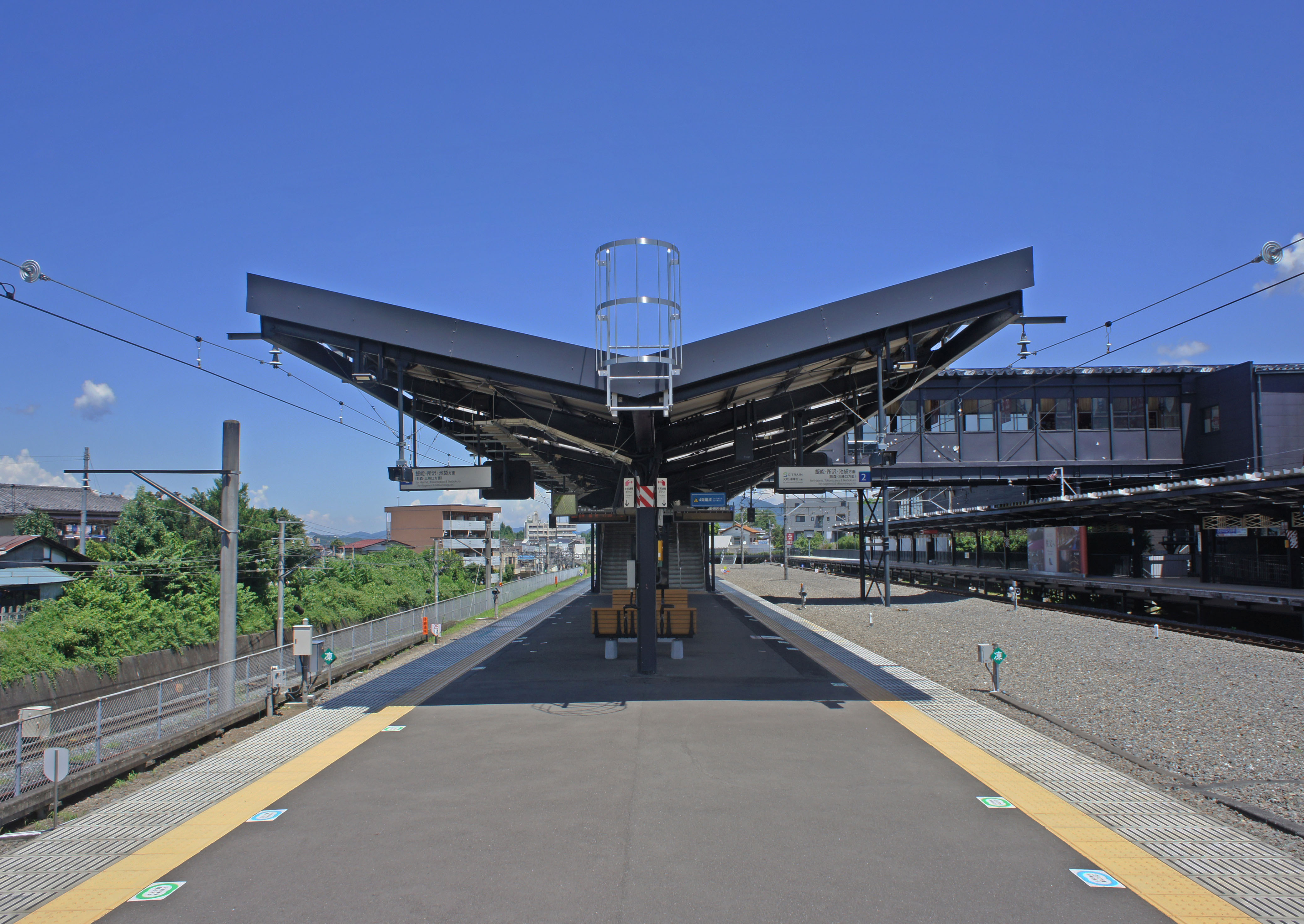
2・3番ホーム（2022年7月）

### 配線図
| ← 三峰口方面 | 西武秩父駅・御花畑駅 構内配線略図 | → 長瀞・羽生方面 |
|              | ↓ 吾野・池袋方面                  |                  |
| 凡例 出典:   |                                   |                  |

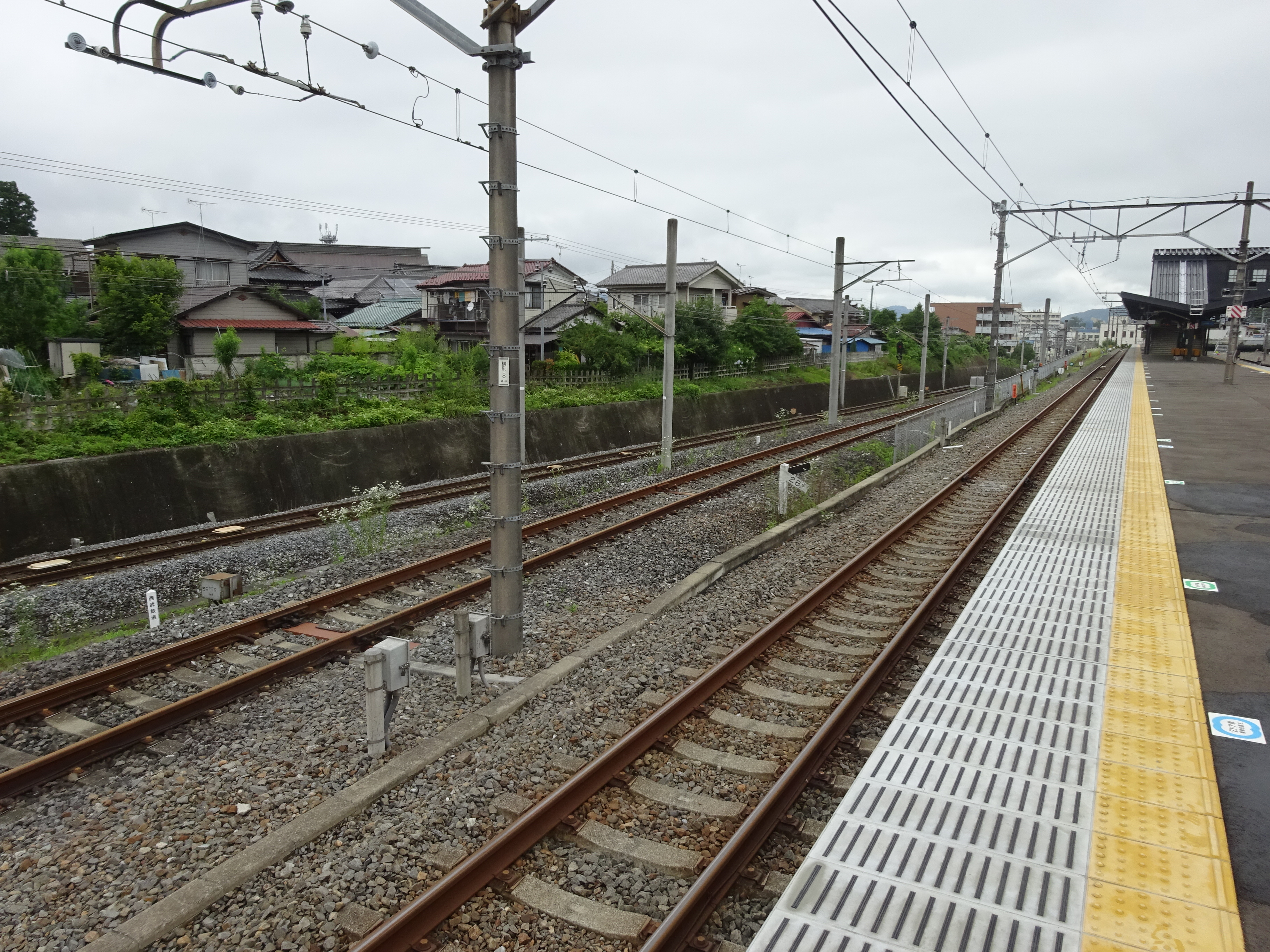
羽生方向。左から秩父鉄道秩父本線の本線、長瀞方面の連絡線、当駅3番線（2020年6月）
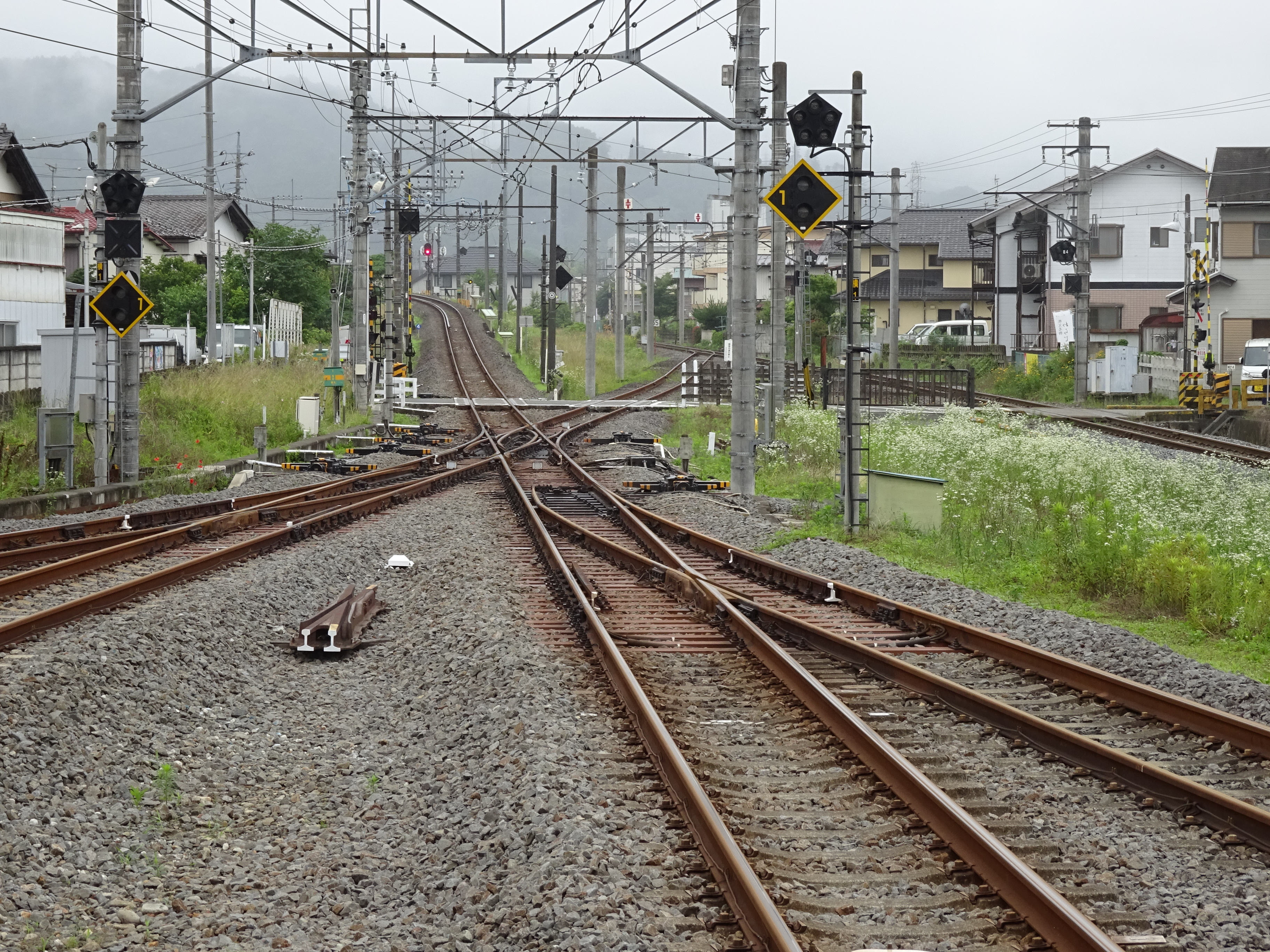
吾野方向。手前中央は当駅3番線、その右が長瀞方面の連絡線、一番右側は秩父鉄道秩父本線の本線。右奥分岐は三峰口方面の連絡線（2020年6月）

## 商業施設

### 西武秩父仲見世通り

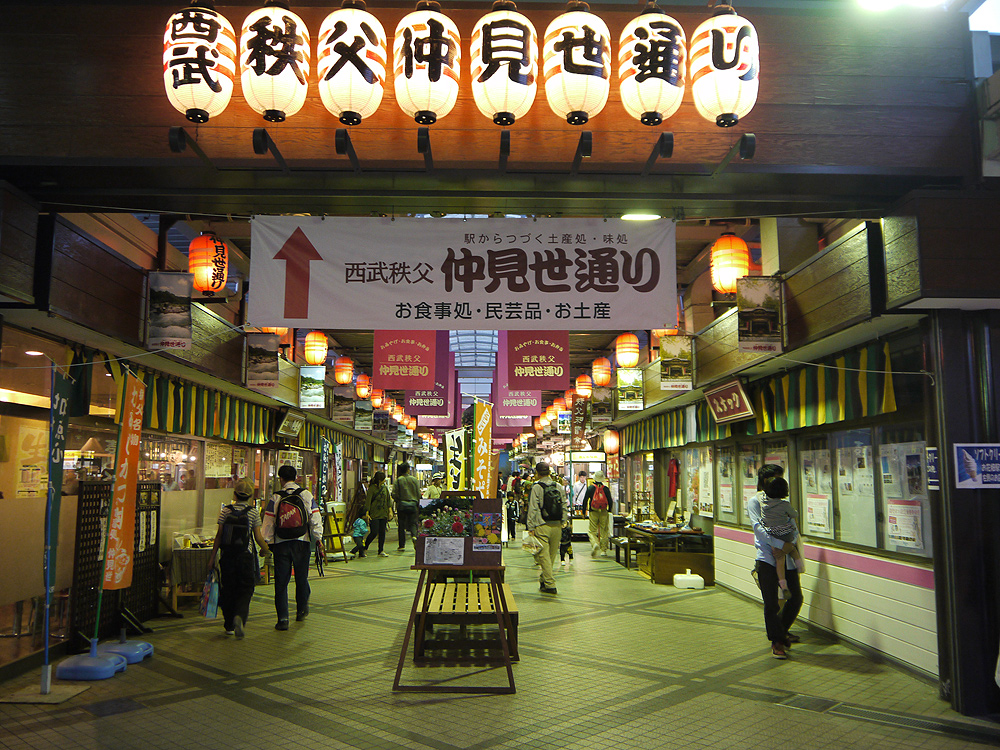
西武秩父仲見世通り（2011年10月）

1991年4月23日に、駅隣接の敷地内に開業した西武鉄道直営の商業施設。当駅改札口と秩父鉄道の御花畑駅をつなぐ連絡通路を兼ね、屋根つきの広い通路の両側に、飲食店や売店のほか、日本酒や蕎麦など、秩父地方の名産品を販売する店舗が並び、イベントスペースも設置されていた。下記の新施設への改築工事のため、2016年2月に連絡通路を閉鎖、4月から5月29日にかけて全店舗が閉店し、大半が解体された。

### 西武秩父駅前温泉 祭の湯

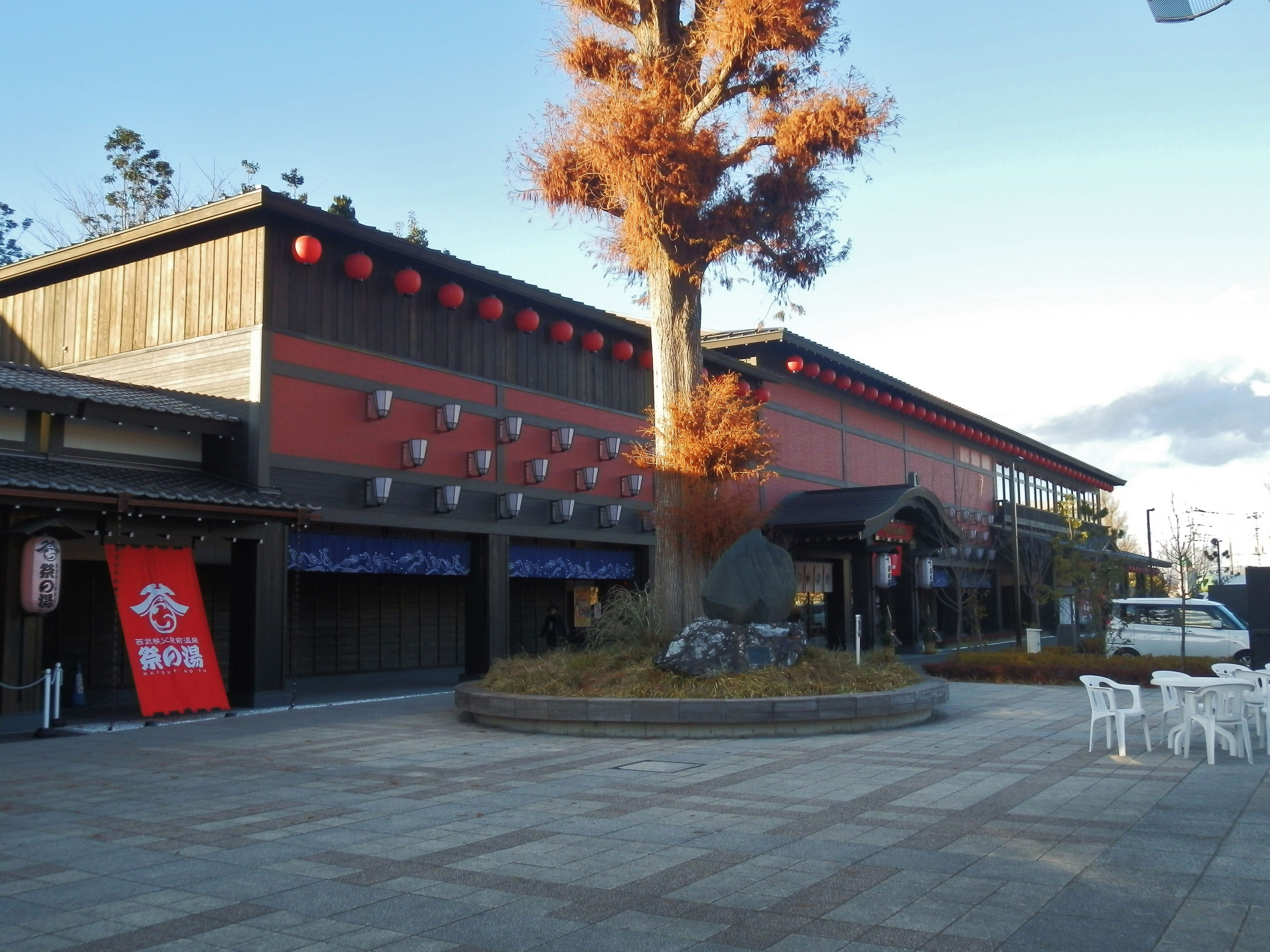
西武秩父駅前温泉 祭の湯（2018年1月）

2017年4月24日にグランドオープンした、物販や飲食店を備える複合型温泉施設である。地上2階建てで、新築部分と西武秩父仲見世通りをリニューアルする部分で構成され、温泉、飲食・イベント、物販の3エリアに分けて整備された。
秩父観光と秩父温泉ブランドの向上を目指し、秩父夜祭をはじめとする秩父地域において年間300以上開催されている「祭」をテーマに据え、施設全体に祭をコンセプトにした意匠を施している。
1階の大部分は「ちちぶみやげ市（物販エリア、約466平方m）」と「呑喰処 祭の宴（飲食・イベントエリア、約736平方m）」であり、改札よりに土産物・名産品の販売スペースと売店があり、中央にフードコートを設けて食事を提供している。「祭の湯（温泉エリア、約2170平方m）」は1階の奥に受付とレストラン、2階全体を温泉・岩盤浴・休憩スペースとした。露天風呂と内湯があり、露天風呂は天然温泉の岩風呂や日本全国の温泉を汲み上げた人工温泉「花見湯」、内湯は高濃度人工炭酸泉やジェットバスの他サウナがある。岩風呂では温泉を使用しており、泉質は含ヨウ素－ナトリウム－塩化物冷鉱泉。休憩スペースは大部屋タイプと翌朝まで仮眠ができる個室（プレミアムラウンジ）を設置している。
合わせて駅のリニューアルも実施され、駅舎外装や改札内外コンコース、特急改札口、特急ホーム、跨線橋を和風イメージに改装するとともに、駅前広場と駐車場も整備された。

## 利用状況
- 西武鉄道 - 2024年度の1日平均乗降人員は6,563人である[西武 1]。
西武鉄道全92駅中76位。2000年代後半以降は減少傾向にあるが、芝桜観光や秩父夜祭開催時は賑わう。2013年3月16日に東京メトロ副都心線と東急東横線・みなとみらい線が相互直通運転を開始し、同時期に西武鉄道が秩父のPR・広報活動を強化したこともあり、2013年度以降の利用客数は増加した。

近年の1日平均乗降・乗車人員の推移は下記の通りである。
| 年度               | 1日平均 乗降人員 | 1日平均 乗車人員 | 出典              |
| ------------------ | ---------------- | ---------------- | ----------------- |
| 1990年（平成02年） | 9,205            | 4,694            |                   |
| 1991年（平成03年） | 9,160            | 4,685            |                   |
| 1992年（平成04年） | 9,309            | 4,761            |                   |
| 1993年（平成05年） | 9,337            | 4,770            |                   |
| 1994年（平成06年） | 9,392            | 4,801            |                   |
| 1995年（平成07年） | 9,087            | 4,644            |                   |
| 1996年（平成08年） | 8,969            | 4,580            |                   |
| 1997年（平成09年） | 8,491            | 4,329            |                   |
| 1998年（平成10年） | 8,328            | 4,250            |                   |
| 1999年（平成11年） | 8,015            | 4,057            | [ 埼玉県統計 1 ]  |
| 2000年（平成12年） | 8,045            | 4,068            | [ 埼玉県統計 2 ]  |
| 2001年（平成13年） | 7,922            | 3,981            | [ 埼玉県統計 3 ]  |
| 2002年（平成14年） | 8,034            | 4,045            | [ 埼玉県統計 4 ]  |
| 2003年（平成15年） | 8,194            | 4,131            | [ 埼玉県統計 5 ]  |
| 2004年（平成16年） | 8,270            | 4,194            | [ 埼玉県統計 6 ]  |
| 2005年（平成17年） | 8,065            | 4,092            | [ 埼玉県統計 7 ]  |
| 2006年（平成18年） | 7,879            | 4,002            | [ 埼玉県統計 8 ]  |
| 2007年（平成19年） | 7,558            | 3,844            | [ 埼玉県統計 9 ]  |
| 2008年（平成20年） | 7,570            | 3,834            | [ 埼玉県統計 10 ] |
| 2009年（平成21年） | 7,194            | 3,639            | [ 埼玉県統計 11 ] |
| 2010年（平成22年） | 6,919            | 3,514            | [ 埼玉県統計 12 ] |
| 2011年（平成23年） | 6,691            | 3,384            | [ 埼玉県統計 13 ] |
| 2012年（平成24年） | 6,655            | 3,360            | [ 埼玉県統計 14 ] |
| 2013年（平成25年） | 6,814            | 3,444            | [ 埼玉県統計 15 ] |
| 2014年（平成26年） | 6,944            | 3,520            | [ 埼玉県統計 16 ] |
| 2015年（平成27年） | 7,043            | 3,589            | [ 埼玉県統計 17 ] |
| 2016年（平成28年） | 6,937            | 3,511            | [ 埼玉県統計 18 ] |
| 2017年（平成29年） | 7,418            | 3,771            | [ 埼玉県統計 19 ] |
| 2018年（平成30年） | 7,229            | 3,665            | [ 埼玉県統計 20 ] |
| 2019年（令和元年） | 7,146            | 3,624            | [ 埼玉県統計 21 ] |
| 2020年（令和02年） | 3,739            | 1,881            | [ 埼玉県統計 22 ] |
| 2021年（令和03年） | 4,790            |                  |                   |
| 2021年（令和04年） | 5,756            |                  |                   |
| 2023年（令和05年） | 6,194            |                  |                   |
| 2024年（令和06年） | 6,563            |                  |                   |

## 駅周辺
- 御花畑駅（秩父鉄道秩父本線）
- 西武観光バス秩父営業所
- 秩父警察署 西武秩父駅前交番
- 秩父観光協会
- 秩父市役所・秩父市歴史文化伝承館
  - 秩父市中央公民館
  - 秩父市勤労青少年ホーム
- 秩父市秩父宮記念市民会館
- 秩父市立秩父図書館
- 秩父市福祉女性会館
- 秩父市立南小学校
- 埼玉県庁 秩父地方庁舎
- 埼玉県秩父農林振興センター
- さいたま地方裁判所秩父支部・さいたま家庭裁判所秩父支部・秩父簡易裁判所
- 秩父税務署
- 秩父野坂郵便局
- 矢尾百貨店 秩父店
- セブン-イレブン 西武秩父駅前店
- ガスト 西武秩父駅前店
- ホテルルートイン秩父 西武秩父駅前
- キヤノン電子本社
- 国道140号
- 埼玉県道232号西武秩父停車場線

### 観光
- 秩父神社 - 徒歩15分
- 秩父三十四箇所 - 西国三十三所、坂東三十三箇所と併せて日本百観音と呼ばれる。
- 秩父七福神 - 惣円寺 徒歩8分、圓福寺等
- 秩父まつり会館 - 徒歩15分
- ちちぶ銘仙館（国の登録有形文化財） - 徒歩5分
- 秩父ふるさと館（国の登録有形文化財） - 徒歩15分
- 羊山公園（芝桜の丘で知られる） - 徒歩15分

## バス路線
駅前ロータリーは、秩父市街と周辺を結ぶバスのターミナルとなっている。大半の路線は、当駅を出ると、秩父鉄道を渡って西側の中心市街地を経由し、秩父駅に停車して、各地へ向かうコースになっている。
| 乗り場 | 停留所名       | 運行事業者     | 系統・行先                                                              | 備考                                   |
| ------ | -------------- | -------------- | ----------------------------------------------------------------------- | -------------------------------------- |
| 1      | 西武秩父駅     | 西武観光バス   | 小鹿野線：栗尾                                                          |                                        |
| 2      | 西武秩父駅     | 西武観光バス   | 三沢線：皆野駅 定峰線：定峰峠入口                                       | 「定峰線」の土曜・休日は全便定峰止まり |
| 3      | 西武秩父駅     | 西武観光バス   | 市内線：花見の里 久那線：西武秩父駅 秩父吉田線：吉田元気村 横瀬線：松枝 |                                        |
| 4      | 西武秩父駅     | 小鹿野町営バス | 西武秩父駅線：両神温泉薬師の湯                                          |                                        |
| 5      | 西武秩父駅     | 西武観光バス   | 原谷線：和銅黒谷駅 中津川線：中津川 急行（三峯神社線）：三峯神社        | 「中津川線」は土曜・休日1本のみ        |
| 6      | 西武秩父駅     | 西武観光バス   | ミューズパーク循環：西武秩父駅                                          |                                        |
| －     | 西武秩父駅入口 | 秩父市営バス   | 浦山線：浦山大日堂 / 秩父駅前                                           |                                        |

- 西武秩父駅入口バス停は、駅前道路を直進した先の、国道140号にある。

## その他
- 様々な規模での改修・リニューアルが行われているが、山小屋風の駅舎自体は1969年10月14日の開業当初から使用しているものである。
- 2009年10月4日に開催された「西武トレインフェスティバル2009 in 横瀬」では、横瀬車両基地を第1会場、当駅を第2会場とした。当駅ではE31形電気機関車が展示されていた。また、2010年3月28日に実施された同形式のさよなら運転は、当駅での展示を目的として横瀬駅 - 当駅間で実施されている。
- 2011年に放送されたテレビアニメ『あの日見た花の名前を僕達はまだ知らない。』に当駅が登場している。
- 2020年に放送されたテレビアニメ『球詠』に当駅が登場している。

## 隣の駅
西武鉄道
 西武秩父線
- ■特急「ちちぶ」・□S-TRAIN発着駅

■上記以外の列車
横瀬駅 (SI35) - 西武秩父駅 (SI36) - 影森駅 (CR32) （秩父鉄道秩父本線）